# Vojenská nemocnice (Hradec Králové)
Vojenská nemocnice je budova postavená v 18. století jako součást bastionové pevnosti Hradec Králové. V současnosti je rámována ulicemi Dlouhá a Radoušova v blízkosti Velkého náměstí.

## Historie
Stavba vznikala v letech 1787–88 (1787–97) podle projektových plánů vojenské projekční skupiny generála Kleindorfa na místě původně 13 měšťanských domů drobných řemeslníků. Jeden z plánů počítal s výstavbou vojenské nemocnice ve východní frontě Malého náměstí, k tomuto záměřu však nakonec nedošlo. Již někdy před rokem 1806 byla v nemocnici instalována nová technická vymoženost – přístroj na filtrování vody. Voda ovšem musela být do přístroje donášena ručně, z kašny na Velkém náměstí. V roce 1806 byl po dohodě mezi pevnostním ředitelstvím a magistrátem vybudován z kašny do nemocnice vodovod, ten byl ale kvůli pravidlům využívání a údržby předmětem sporů mezi pevnostním ředitelstvím a magistrátem až do roku 1811. Až do roku 1924 sloužila stavba svému původnímu účelu, tedy jako vojenská nemocnice. Do roku 1998 zde byla kasárna a štábní budova, poté sklady a výukové prostory Policie České republiky, které patří budova dosud (2021).
V roce 1951 došlo k výrazné přestavbě, která zásadním způsobem změnila původní charakter budovy. Od roku 1958 je budova chráněnou kulturní památkou.

## Architektura

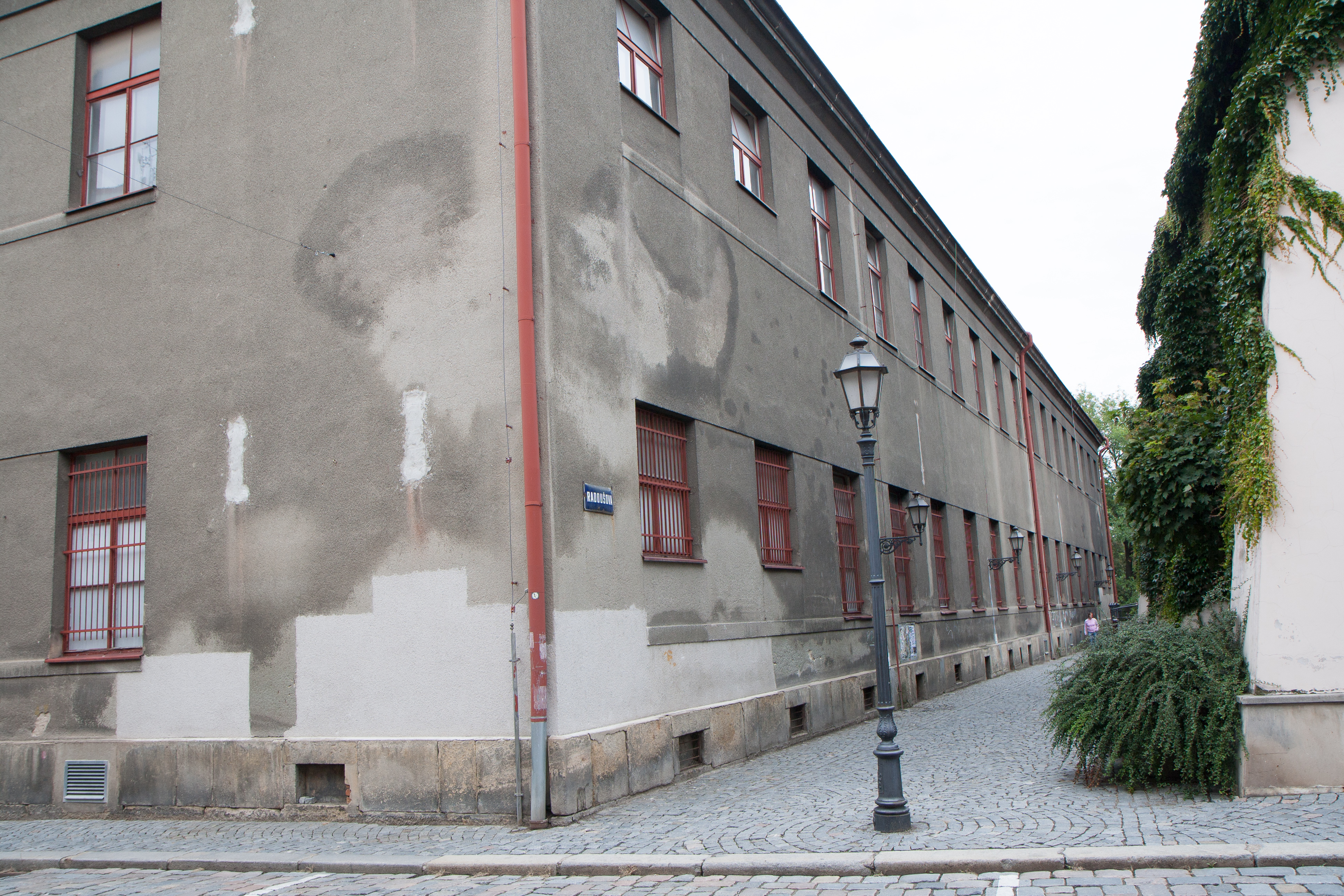
Jižní nároží budovy - zachovalý pískovcový sokl

Jednopatrový objekt stojí v sousedství bývalého biskupského semináře, na místě třinácti zbořených chudinských domů. Na jejich místě dříve stál minoritský klášter z předhusitské doby. Budova je trojkřídlá a stojí na půdorysu písmene U. Původně měla barokní fasády, po přestavbě z 50. let 20. století se ale z původního vzhledu dochovalo velmi málo: pískovcový sokl, rozložení a snad i velikost oken, korunní římsa a někde též kamenné ostění sklepních okének. Uměleckou hodnotu stavby snižují zejména novodobé přístavby (vrátnice, jídelna), šedá břízolitová omítka a novodobá okna.